# 大府市消防本部
大府市消防本部（おおぶししょうぼうほんぶ）は、愛知県大府市の消防部局（消防本部）。管轄区域は大府市全域。

## 概要
- 消防本部：大府市大東町3-202
- 管内面積：33.68km2
- 職員定数：95人
- 消防署1カ所、出張所1カ所
- 主力機械（2007年4月1日現在）
  - 普通消防ポンプ自動車：2
  - 水槽付消防ポンプ自動車：2
  - はしご付消防自動車：2
  - 屈折はしご付消防自動車：1
  - 化学消防自動車：1
  - 小型動力ポンプ付水槽車：1
  - 救急自動車：4
  - 救助工作車：1
  - 指揮車：1
  - 広報車：5
  - 資機材搬送車：2

## 沿革
- 1970年　大府町消防本部・大府町消防署を設置し、消防・救急業務を開始。（同年9月1日市制施行に伴い、大府市消防本部・大府市消防署に改称）
- 1973年　屈折はしご付消防車を消防署に配備。
- 1979年　共長出張所を開設。化学消防車を消防署に配備。救急車を共長出張所に配備。
- 1981年　救助工作車を消防署に配備。
- 1982年　はしご付消防車を消防署に配備。
- 1992年　消防本部・消防署新庁舎が竣工。
- 1997年　高規格救急車を消防署に配備。
- 1999年　高規格救急車を共長出張所に配備。
- 2001年　消防本部Webサイトを開設。
- 2020年　防災学習センターを併設した新共長出張所を明成町4丁目に新築し、移転[1]。

## 組織
- 本部 - 庶務課、予防課
- 消防署

## 消防署
| 消防署       | 住所        | 出張所                |
| ------------ | ----------- | --------------------- |
| 大府市消防署 | 大東町3-202 | 共長：明成町4丁目37-1 |

## 大府市防災学習センター
大府市防災学習センター（おおぶしぼうさいがくしゅうセンター）は、大府市消防署共長出張所に併設されている防災学習センター。愛称は大和機工とのネーミングライツ契約により、「DAIWA防災学習センター」となっている。
大府市の市制50周年の記念事業の一環として、共長出張所の新築移転と共に、2020年9月1日に開館。地震、水害、火災などを学習できる体験型施設となっている。また、学習コーナーでは各種セミナーや研修会も開催されている。